# Pär Nuder
Pär Nuder (ur. 27 lutego 1963 w Täby) – szwedzki polityk i menedżer estońskiego pochodzenia, działacz Szwedzkiej Socjaldemokratycznej Partii Robotniczej, poseł do Riksdagu, w latach 2002–2004 minister bez teki, w latach 2004–2006 minister finansów.

## Życiorys
Jego ojciec pod koniec II wojny światowej wyemigrował z Estonii do Szwecji. Ukończył studia prawnicze na Uniwersytecie w Sztokholmie. Zaangażował się w działalność polityczną w ramach Szwedzkiej Socjaldemokratycznej Partii Robotniczej. Był doradcą politycznym ministra sprawiedliwości i premiera oraz zastępcą poselskim, a w latach 1986–1989 przewodniczącym sztokholmskich struktur socjaldemokratycznej młodzieżówki SSU.
W 1994 po raz pierwszy uzyskał mandat posła do Riksdagu. Z powodzeniem ubiegał się o reelekcję w 1998, 2002 i 2006, zasiadając w szwedzkim parlamencie do 2009. W latach 1997–2002 był sekretarzem stanu w urzędzie premiera Görana Perssona, następnie w jego gabinecie do 2004 pełnił funkcję ministra odpowiedzialnego za koordynację rządu. W 2004 powołany na urząd ministra finansów, który sprawował do 2006.
W 2009 przeszedł do sektora prywatnego. Został prezesem jednego z funduszy emerytalnych, a także członkiem rad dyrektorów kilku innych przedsiębiorstw.